# Leichtathletik-Europameisterschaften 1958/Hammerwurf der Männer

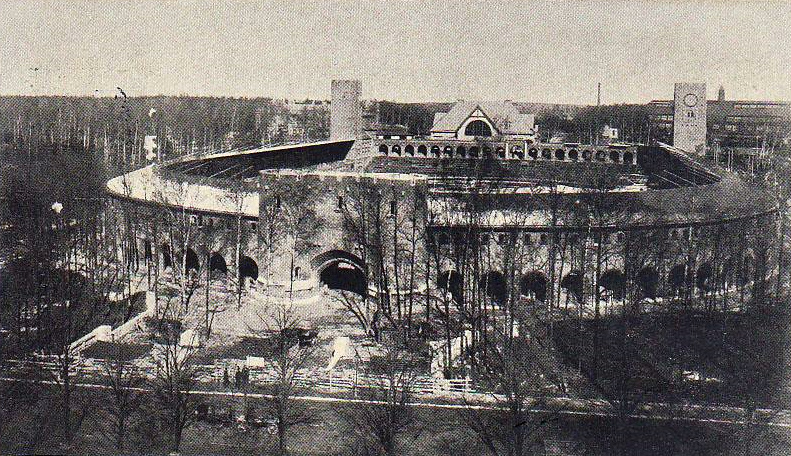
Ansichtskarte des Stockholmer Olympiastadions aus dem Jahr 1912

Der Hammerwurf der Männer bei den Leichtathletik-Europameisterschaften 1958 wurde am 19. und 21. August 1958 im Stockholmer Olympiastadion ausgetragen.
Europameister wurde der Pole Tadeusz Rut. Er gewann vor dem sowjetischen Olympiazweiten von 1956 und Titelverteidiger Michail Kriwonosow. Der Ungar Gyula Zsivótzky errang die Bronzemedaille.

## Rekorde

### Bestehende Rekorde
| Weltrekord   | 68,68 m | Hal Connolly        | Bakersfield, USA                          | 20. Juni 1958    |
| Europarekord | 67,32 m | Michail Kriwonossow | Taschkent, Sowjetunion (heute Usbekistan) | 22. Oktober 1956 |
| EM-Rekord    | 63,34 m | Michail Kriwonossow | EM Bern, Schweiz                          | 28. August 1954  |

### Rekordverbesserungen
Der bestehende Meisterschaftsrekord wurde verbessert und darüber hinaus gab es drei neue Landesrekorde.
- Meisterschaftsrekord:
  - 64,78 m – Tadeusz Rut (Polen), Finale am 21. August
- Landesrekorde:
  - 64,78 m – Tadeusz Rut (Polen), Finale am 21. August
  - 63,78 m – Michail Kriwonosow (Sowjetunion), Finale am 21. August
  - 62,18 m – Birger Asplund (Schweden), Finale am 21. August

## Qualifikation
19. August 1958, 16.15 Uhr
Die zwanzig Teilnehmer traten zu einer gemeinsamen Qualifikationsrunde an. Die Qualifikationsweite für den direkten Finaleinzug betrug 55,00 m. Nur zwei Werfer schieden aus. Achtzehn Athleten übertrafen diese Marke (hellblau unterlegt), sodass wie in fast allen Sprung- und Wurfdisziplinen ein großes Finalfeld zustande kam. Da stellt sich die Frage, wieso überhaupt Qualifikationen angesetzt wurden.
| Platz | Name               | Nation         | Weite (m) |
| ----- | ------------------ | -------------- | --------- |
| 1     | Tadeusz Rut        | Polen          | 62,71     |
| 2     | Anatoli Samozwetow | Sowjetunion    | 60,42     |
| 3     | Heinrich Thun      | Österreich     | 60,11     |
| 4     | Michail Kriwonosow | Sowjetunion    | 59,96     |
| 5     | Gyula Zsivótzky    | Ungarn         | 59,83     |
| 6     | József Csermák     | Ungarn         | 59,71     |
| 7     | Olgierd Ciepły     | Polen          | 59,48     |
| 8     | Nicolae Rascanescu | Rumänien       | 59,14     |
| 9     | Oddvar Krogh       | Norwegen       | 58,33     |
| 10    | Krešimir Račić     | Jugoslawien    | 58,22     |
| 11    | Horst Niebisch     | Deutschland    | 57,75     |
| 12    | Zvonko Bezjak      | Jugoslawien    | 57,52     |
| 13    | Mike Ellis         | Großbritannien | 57,26     |
| 14    | Vasil Krumow       | Bulgarien      | 56,73     |
| 15    | Guy Husson         | Frankreich     | 56,70     |
| 16    | Birger Asplund     | Schweden       | 56,55     |
| 17    | John Lawlor        | Irland         | 55,41     |
| 18    | Peter Allday       | Großbritannien | 55,24     |
| 19    | Silvano Giovanetti | Italien        | 54,45     |
| 20    | Alfons Wiegand     | Deutschland    | 54,18     |

## Finale

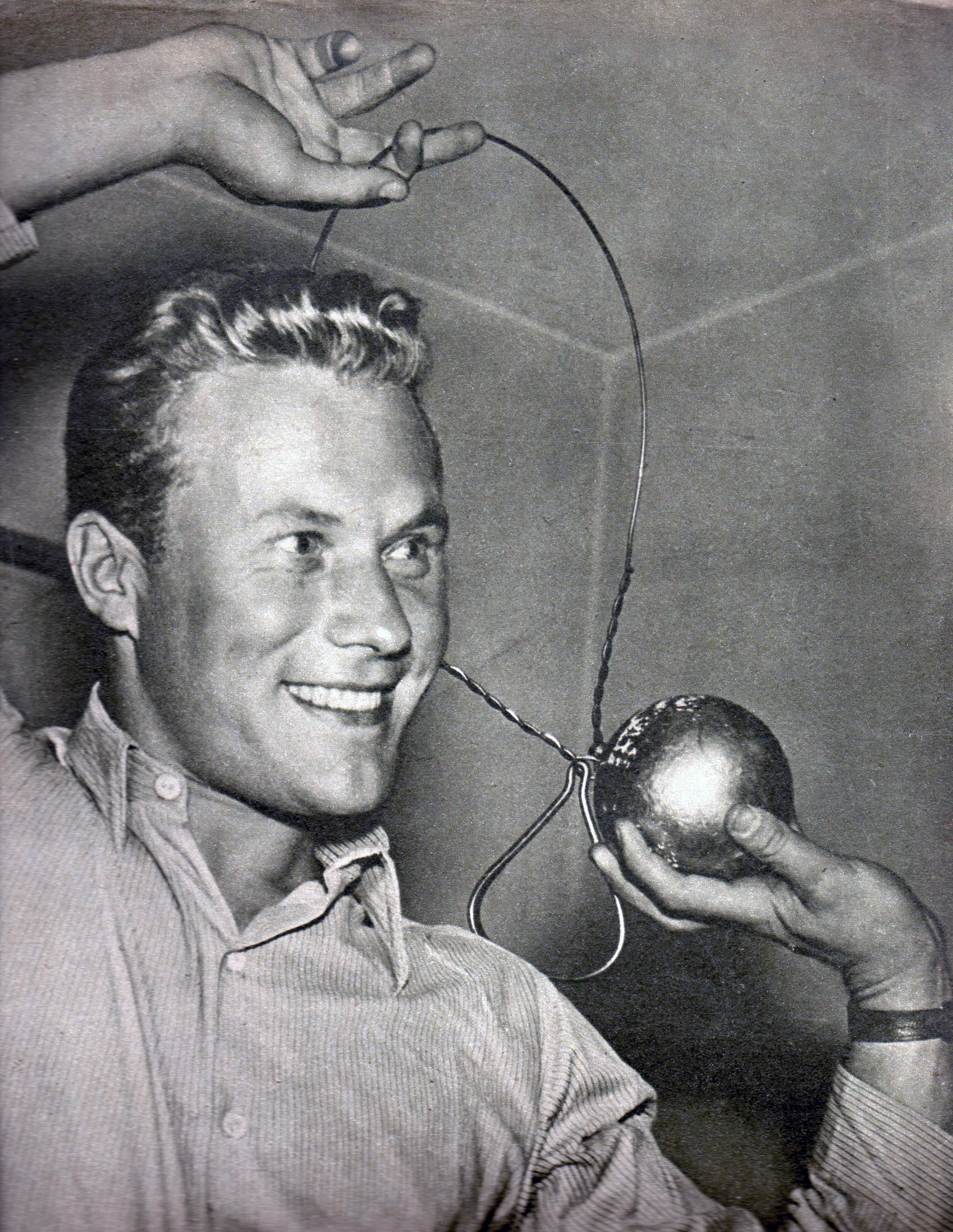
Europameister Tadeusz Rut
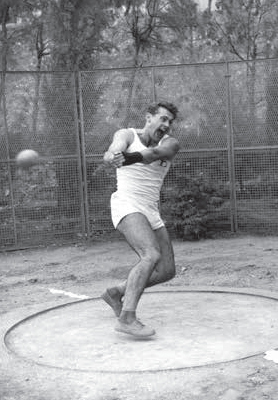
Der fünftplatzierte Zvonko Bezjak
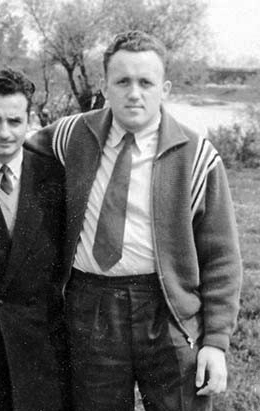
Rang zehn für Krešimir Račić
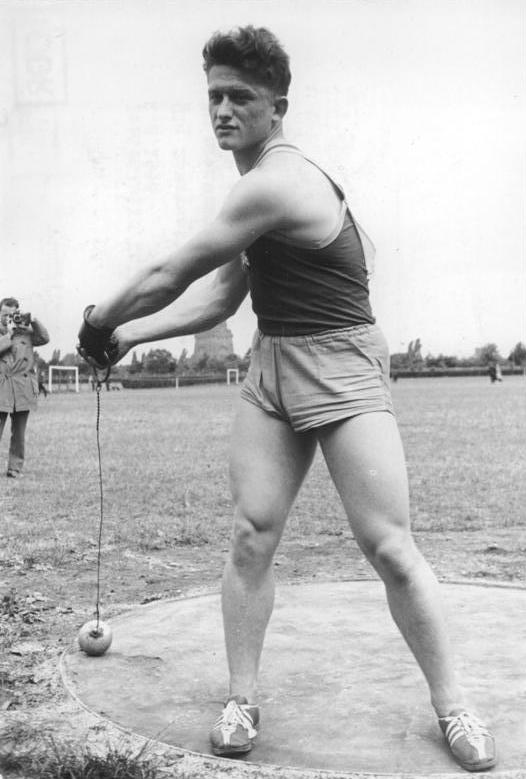
Horst Niebisch erreichte Platz vierzehn

21. August 1958, 17.15 Uhr
| Platz | Name               | Nation         | Weite (m)   |
| ----- | ------------------ | -------------- | ----------- |
| 1     | Tadeusz Rut        | Polen          | 64,78 CR/NR |
| 2     | Michail Kriwonosow | Sowjetunion    | 63,78       |
| 3     | Gyula Zsivótzky    | Ungarn         | 63,68 NR    |
| 4     | Olgierd Ciepły     | Polen          | 63,37       |
| 5     | Zvonko Bezjak      | Jugoslawien    | 62,39       |
| 6     | Birger Asplund     | Schweden       | 62,18 NR    |
| 7     | John Lawlor        | Irland         | 61,49       |
| 8     | József Csermák     | Ungarn         | 61,00       |
| 9     | Mike Ellis         | Großbritannien | 59,71       |
| 10    | Krešimir Račić     | Jugoslawien    | 59,28       |
| 11    | Nicolae Rascanescu | Rumänien       | 58,53       |
| 12    | Guy Husson         | Frankreich     | 58,52       |
| 13    | Heinrich Thun      | Österreich     | 58,17       |
| 14    | Horst Niebisch     | Deutschland    | 57,83       |
| 15    | Vasil Krumow       | Bulgarien      | 57,82       |
| 16    | Anatoli Samozwetow | Sowjetunion    | 57,00       |
| 17    | Oddvar Krogh       | Norwegen       | 55,65       |
| 18    | Peter Allday       | Großbritannien | 55,05       |